# Cayo Coco
Cayo Coco è un'isola nella parte centrale di Cuba,la quarta per dimensione del paese,  nota per i suoi villaggi vacanze di lusso. Si trova nel comune di Morón, provincia di Ciego de Ávila, e fa parte dell'arcipelago detto Jardines del Rey. Il suo nome si deve all'ibis bianco, chiamato nell'area uccello Coco (cocco).
Il cay è collegato alla terraferma da una strada lunga 27 km, la cui costruzione ha sollevato proteste da parte degli ambientalisti per il disturbo recato al flusso delle maree e alla vita sottomarina. Tuttavia colonie di fenicotteri hanno nidificato nelle acque basse vicino alla strada. Sono state poi create delle interruzioni della diga su cui si trova la strada per ripristinare collegamenti via acqua tra le due parti.
Cayo Coco è collegata da una lingua di terra a Cayo Guillermo. Pur conservando in gran parte il loro aspetto selvaggio, le isole ospitano circa una dozzina di grandi alberghi vicino alla spiaggia e alla barriera corallina a nord.
L'isola possiede un aeroporto, l'aeroporto Jardines del Rey (Aeropuerto Jardines del Rey).

## Ambiente
Cayo Coco si classifica come uno dei punti di immersione migliori di tutta Cuba e del mondo per la purezza dell’acqua e i fondali marini. Le spiagge dell’isola conservano la loro integrità nonostante il crescente turismo come Playa de las Coloradas, una delle principali spiagge della zona, riconosciuta come spiaggia ambientale per la sua gestione ecologica. Presso l’isola si situa inoltre il Parque Natural El Bagà, un progetto ecologico con il quale il governo cubano vuole coniugare due ambiti diversi quali la crescita immobiliare e la conservazione del medio ambiente della zona.

## Trasporti
Per accedere all’isolotto da L’Avana si può prendere un mezzo su strada, con una durata massima di circa 7 ore, o prendere un volo dall’Aeroporto Internazionale José Martí fino all’Aeroporto Internazionale Jardines del Rey (è l'aeroporto principale della zona). []